# Chen Hengzhe
Chen Hengzhe (xinès simplificat: 陳衡哲) (Wujin 1890 - Xangai 1976) historiadora, assagista, crítica i escriptora xinesa.També coneguda pel seu nom occidental, Sophia H. Chen Zen. Una de les representants de la literatura autobiogràfica. Va ser la primera dona que va ser professora en una universitat xinesa (Universitat de Pequín) i pionera en la utilització de la llengua vernacle o baihua (白话).

## Biografia
Chen Hengzhe va néixer el 12 de juliol de 1890 a Wujin província de a Jiangsu (Xina), en una família d'erudits de Hunan. La seva mare, Zhuang Yaofu, era una pintora reconeguda a Changzhou i ella i la tia paterna de Chen, eren excel·lents poetes i cal·ligrafes. Molts dels seus avantpassats van ser erudits i funcionaris destacats.
Negant-se a casar-se amb el marit que el seu pare havia escollit per a ella, va ser acollida per una tieta paterna que, a falta d'una escola on estudiar, li donava classes. El 1911 es va traslladar a Xangai per estudiar anglès. Després, el 1914, quan la Universitat Tsinghua va fer exàmens a Xangai per seleccionar estudiants per estudiar als Estats Units amb beques del Programa de beques per la indemnització dels bòxers,va ser acceptada, i va anar a estudiar història al Vassar College, on va obtenir el Phi Beta Kappa.Després d'obtenir una llicenciatura, estudià un màster a la Universitat de Chicago.
El 1916, va conèixer Hu Shi (胡适) a la Universitat de Cornell, on ell estudiava filosofia, així com el seu futur marit H. C. Zen (o Ren Hongju) que hi estudiava química. Chen es va casar amb Ren el 1920 i es va convertir en mare de dues filles i un fill, que també van rebre la seva formació superior als Estats Units.
Va tornar a la Xina l'any 1920. El rector de la Universitat de Pequín, Cai Yuanpei, la va contractar com a professora d'història occidental i investigadora: va ser la primera dona que va ocupar un càrrec d'aquest tipus en una universitat xinesa.
Després de 1949, Chen va viure a Xangai i va morir el 1976.

### Carrera literària
El juny de 1917, a més de poemes, va publicar (一日) (Un dia) al diari trimestral d'estudiants xinesos: es considera el primer relat breu escrit en baihua, gairebé un any abans de l'obra (狂人日记) El diari d'un boig) de Lu Xun que s'ha definit com el primer text en baihua i fundador de la literatura xinesa moderna. Alguns crítics creuen que el fet que el relat de Chen fos publicat en un diari estudiantil nord-americà, (Liumei xuesheng jibao - diari trimestral d'estudiants xinesos als Estats Units -) d'una universitat estatunidenca, va fer perdre notorietat al treball de Chen, que malgrat que no té la mateixa qualitat literària que el de Lu Xun, cal valorar com un escrit precursor. El treball de Chen va estar influenciat per l'article publicat per Hu Shi el gener de 1917 a la revista 新 青年 fundada per Chen Duxiu: "Suggeriments per a una reforma de la literatura"; on defensa l'ús de la llengua vernacla (baihua 白话) en comptes de la llengua clàssica considerada com una llengua morta i incomprensible per a una gran majoria de la població.
A partir del 1920 va treballar durant un temps en diferents diaris i en publicacions del grup editor "The Commercial Press", va publicar assaigs als principals diaris representatius del Moviment per la Nova Cultura i va publicar aproximadament 25 poemes vernacles i 15 contes. En els períodes posteriors al Moviment del Quatre de Maig, Chen va ampliar els seus escrits des d'obres literàries fins a crítica social, assajos històrics i monografies. Coneixedora de les cultures xinesa i occidental, Chen va fer una gran contribució a la comunicació cultural entre la Xina i el món occidental entre els anys 1920 i 1940.
El maig de 1932, amb Hu Shi, va ser una de les vuit fundadores de la revista de crítica literària i política (Duli Pinglun 独立 评论)."Crítica independent"). Quan el seu marit es va convertir en president de la Universitat de Sichuan el 1935, hi va ensenyar breument, però els seus assaigs crítics amb relació a Sichuan que va publicar a Duli Pinglun van ser poc apreciats. Va tornar a Pequín, per fugir a Xangai a l'inici de la guerra, després a Hong Kong, Kunming i finalment a Chongqing.
Chen va escriure la seva autobiografia, "Autobiography of a Chinese Young Girl", en anglès i la va publicar al voltant de 1935 a 1936.
L'autobiografia narra esdeveniments i experiències importants dels seus primers anys. Destaca la seva lluita per a l'educació moderna i el llarg camí per complir la seva ambició acadèmica. Acaba amb la seva sortida a estudiar Estats Units el 1914. Va ser una de les poques autobiografies escrites per dones xineses i publicada en anglès a la dècada de 1930.

### Obres destacades
- 1917: 一日 (Un dia)
- 1917: 小雨点 (Gotes de pluja)
- 1927: 运河与扬子江 (El Gran Canal i el Yangtse)
- 1932: 文艺复兴史 (Història de la Renaixença)
- 1947: 一个中国女人的自传 (Autobiografia d'una dona xinesa)